# 德国铁路611型柴油动车组
611型柴油动车组是德国铁路股份公司使用的柴油动车组车型之一，由Adtranz公司设计制造。611型柴油动车组是在610型柴油动车组基础上开发而成的动力分散摆式柴油动车组，采用MTU柴油机、福伊特液力传动装置、“Neicontrol-E”倾摆系统。

## 技术特点
611型柴油动车组的编组形式为两节一组，由两节设有司机室的动车车厢组成。两节车厢之间采用密接式车钩连接，列车两端連結器采用德国标准的Scharfenberg 自動連結器，可让多组列车重联运行。列车采用动力分散式趨動，柴油动车组的动力系统、制动系统、油箱、水箱等设备全部置于车体底部。
每节车厢装用一台12气缸、水冷式的MTU 12 V 183 TD 13型卧式柴油机，柴油机输出的扭矩通过万向轴、液力传动箱、车轴齿轮箱传递到车轴，驱动列车运行。
列车的倾摆系统采用了德国ESW公司（原属AEG公司）的“Neicontrol-E”机电式主动倾摆控制系统，而非610型柴油动车组所采用的液压式倾摆装置（因擔心液壓油漏洩汙染環境）。倾摆驱动装置安装在转向架内，傾斜调节由一个交流电动机驱动，该系统使用设置于头车上的加速度传感器、车速传感器、陀螺仪收集数据，经过微电脑计算后将倾摆指令传送给机电作动器，通过摇枕与构架之间的簧间摆達成车体倾傾斜。
本型車於1996年投入運行，但於1997年3月傾斜機制便出現問題，德國聯邦鐵路管理局（英語：Federal Railway Authority）下令停用本型車的傾斜機制並限速於 120 km/h ，直到1999年5月問題解決得到聯邦鐵路管理局認可為止。但到了2004年8月，本型車的後繼車612型再以超音波檢查輪軸時發現輪組有裂痕，故本型車的傾斜機制再度停用，過彎時速限降低，直到2006年有問題的輪組更換完畢為止。不過後來在2009年10月又發生問題結果又停用了傾斜機制。自2011年4月3日以後，611型再度啟用傾斜機制並行駛於Baden至Württemberg之間區間。